# James Scarlett, 1.º Barão de Abinger
James Scarlett, 1.º Barão de Abinger (Jamaica, 13 de dezembro de 1769 — Bury St Edmunds, Suffolk, 17 de abril de 1844) foi um juiz inglês.

## Educação
James Scarlett nasceu na Jamaica, onde seu pai, Robert Scarlett, tinha propriedade. No verão de 1785 foi enviado para a Inglaterra para completar sua formação na Hawkshead Grammar School e depois no Trinity College, em Cambridge, tendo concluído o seu grau de Bacharel de Artes em 1789. Tendo entrado no Inner Temple, foi chamado para trabalhar como barrister em 1791, e ingressou no circuito do norte e nas sessões de Lancashire.

## Carreira
Embora Scarlett não tivesse vínculos profissionais, obteve gradualmente uma grande prática, basicamente, limitando-se ao Tribunal da Bancada do Rei (Court of King's Bench) e ao circuito do norte da Inglaterra. Foi promovido ao Conselho do Rei (King's Counsel), em 1816, e desde essa época até o final de 1834 foi o advogado de maior sucesso entre os barristers. Foi particularmente eficaz perante o júri, e sua renda chegou a £ 18 500, uma grande soma para essa época.
Scarlett integrou pela primeira vez o Parlamento do Reino Unido em 1819 como deputado whig por Peterborough, representando aquele distrito eleitoral com uma breve interrupção (1822-1823) até 1830, quando foi eleito pelo borough de Malton, em North Yorkshire. Tornou-se procurador-geral, e foi nomeado cavaleiro quando George Canning formou o seu ministério em 1827; e, embora tenha renunciado quando o Duque de Wellington chegou ao poder em 1828, retomou o cargo em 1829 e apenas deixou-o com a demissão do duque em 1830.
Sua oposição ao projeto de lei, que introduzia profundas mudanças no sistema eleitoral do Reino Unido, fez com que ele deixasse os whigs e se aliasse aos conservadores, e foi eleito, primeiramente por Cockermouth em 1831 e, em seguida em 1832 por Norwich, o qual representou até a dissolução do parlamento em 1835. Foi nomeado Lorde Chefe Barão do Tesouro em 1834, e presidiu a este tribunal por mais de nove anos. Enquanto atendia ao circuito de Norfolk, em 2 de abril, teve um inesperado acidente vascular cerebral, e morreu em seus aposentos em Bury St Edmunds, Suffolk.
Recebeu o título de Barão de Abinger em 1835, nome este relacionado à sua propriedade situada na paróquia civil de Abinger, no condado de Surrey, adquirida em 1813. As qualidades que lhe trouxeram sucesso como barrister, não se igualaram na de juiz. Tinha a reputação de cometer injustiças, e as reclamações eram feitas sobre sua atitude dominadora sobre os jurados.

## Família
O Lorde de Abinger foi casado duas vezes, a segunda vez apenas seis meses antes de sua morte. Com sua primeira esposa (morta em 1829) teve três filhos e duas filhas. Seu título nobiliárquico passou para o seu filho mais velho, Robert (1794–1861). Seu segundo filho, o general Sir James Yorke Scarlett (1799–1871), foi líder da carga da cavalaria pesada na Batalha de Balaclava. Seu terceiro filho, Peter Campbell Scarlett, foi diplomata. Sua filha mais velha, Mary, casou-se com John Campbell, 1º Barão de Campbell, e recebeu o título de Baronesa de Stratheden (Lady Stratheden e Campbell) (morta em 1860). Sir William Anglin Scarlett (morto em 1831), irmão mais novo do Lorde de Abinger, foi chefe-de-justiça na Jamaica.